# M82 X-2
M82 X-2 ist die zweite Ultraleuchtkräftige Röntgenquelle (ULX) in der Galaxie Messier 82 neben M82 X-1. Das besondere an M82 X-2 ist, dass es sich bei dem Objekt offenbar um einen Röntgenpulsar handelt und nicht um ein Schwarzes Loch. Auf die Natur als Pulsar lässt sich aufgrund des gepulsten Röntgensignals schließen.
Vor der Entdeckung von M82-X2 war vermutet worden, dass alle ULX akkretierende Schwarze Löcher sind. Das Objekt ist somit Stand 2014 der hellste bekannte akkretierende Pulsar überhaupt. Die Entdeckung hat die Frage aufgeworfen, ob Neutronensterne möglicherweise eine häufige Quelle des ULX-Phänomens sind.

## Beobachtung
Das Objekt wurde mit dem NuSTAR-Teleskop im Jahre 2014 untersucht im Rahmen einer Beobachtung der Supernova SN 2014J sowie mit dem Chandra-Satelliten und Swift-Satelliten.

## Eigenschaften
Der Pulsar hat eine mittlere Periode von 1,37s und eine zweite sinusförmige Modulation über 2,5 Tage. Er strahlt eine Energie von 4,9×1039 Erg pro Sekunde ab, wobei das Maximum bei 1,8×1040 Erg pro Sekunde liegt.
Damit liegt die Energieabstrahlung etwa beim 10 millionenfachen der Sonne, obwohl der Pulsar wohl nur wenig mehr Masse hat als die Sonne.
Der Pulsar ist damit auch heller als normalerweise über die Eddington-Grenze erlaubt. Eine mögliche Erklärung könnten geometrische Effekte sein.
Gegenstand der Untersuchungen ist momentan auch die Stärke des Magnetfelds. Eine Studie aus dem Jahr 2017 kommt zum Schluss, dass das Magnetfeld bei weniger als 1013 G (109T) liegt, womit es sich bei dem Objekt wohl nicht um einen Magnetar handelt, jedoch konnte diese Fragestellung auch noch nicht eindeutig geklärt werden.
Die Helligkeit entsteht wohl durch einen extremen Materiestrom vom Begleiter zum Pulsar. Pro Jahr scheint etwa die 1,5-fache Masse der Erde vom Begleiter auf den Pulsar transferiert zu werden.

## Begleiter
Über den Begleiter des Pulsars ist bisher wenig bekannt. Er muss allerdings ziemlich massereich sein, um die Helligkeit des Pulsars erklären zu können. Schätzungen gehen von mindestens 5 M☉ aus bei Annahme von 1.4 M☉ des Pulsars., möglicherweise könnten es auch 100 M☉ sein. Beide Massen konnten aber bisher nicht eindeutig bestimmt werden.